# Onthophagus centurio
Onthophagus centurio là một loài bọ cánh cứng trong họ Bọ hung (Scarabaeidae).